# Mózes negyedik könyve
Mózes negyedik könyve vagy más néven „A Számok könyve” az Ószövetség egy protokanonikus könyve. Rövidítése: Szám

## Elnevezései
Mózes negyedik könyve a protestáns kánonban, a katolikusok Számok könyvének (Numeri), míg a zsidó kánonban Bemidbar, a „pusztában” a neve, a könyv kezdőszaváról nevezték el.

## Mondanivalója
A pusztában bolyongó zsidó nép 40 éves történetét mondja el. Az elbeszélés kezdődik az Egyiptomból való kivonulás utáni második évtől – a Sínai-hegyen történtektől –, és avval a nappal fejeződik be, hogy az ígéret földjéhez érkeznek. A könyv azért kapta a Számok könyve nevet, mert az első négy fejezetben leírják a „számbavételt”, azaz a népszámlálást. A hosszú vándorlás csalódást és zúgolódást hozott. Egyes csoportok visszasírták az Egyiptomi tartózkodást. Ezért abból a nemzedékből, akik átélték azokat az isteni csodákat csak három ember éri meg a könyv végét jelentő érkezési pillanatot – Mózes, Káleb és Józsué –, és csak ketten léphettek Kánaánba: Káleb és Józsué.

### Népszámlálás
A fegyverforgató nép száma 600 ezer fő, így akár két-három milliós embertömegről beszélhetünk. 
Egyes bibliakutatók viszont feltételezik, hogy az „ezer” szó nem számot jelent, hanem vezért; más kutatók családot vélnek felfedezni a szó igazi jelentése mögött.

### Táborozás és menetelés
A szentélyben jelezte az Úr akaratát: ha felhője – nappal felhő, éjszaka tűz –, leszállt, ott tábort vertek. Amikor felszállt, tábort bontottak és elindultak. Az indulást kürtszó jelezte. A menetet Júda törzse vezette, a hátvédet Dán, Aser és Naftali fiai alkották.
A tizenkét törzsnek meg volt határozva a sátorverés sorrendje.

### Lázadások
- a manna – melyet Isten az égből leesve adott a népnek –, először ízletes volt, de aztán megunták és Egyiptomba vágyakoztak vissza. Isten ugyan megadta nekik a más élelmet, de meg is büntette őket.
- Mirjám és Áron panasza Mózes ellen. Isten itt is megbünteti Mirjámot.
- 12 kémet küldenek az Ígéret földjére. Amikor visszaérkeznek tíz összebeszélve hazudik, akik óriásoknak írják le a kánaánitákat.
- Kórach, Dátán és Abirám lázadása kifogásolta, hogy Áron egyedül tölti be a papi tisztséget. A másik kettő Mózest vádolta, hogy jogtalanul uralkodik, és nem tudta bevezetni őket az Ígéret Földjére. Isten megnyitotta a földet és a hasadékba estek a lázadók.

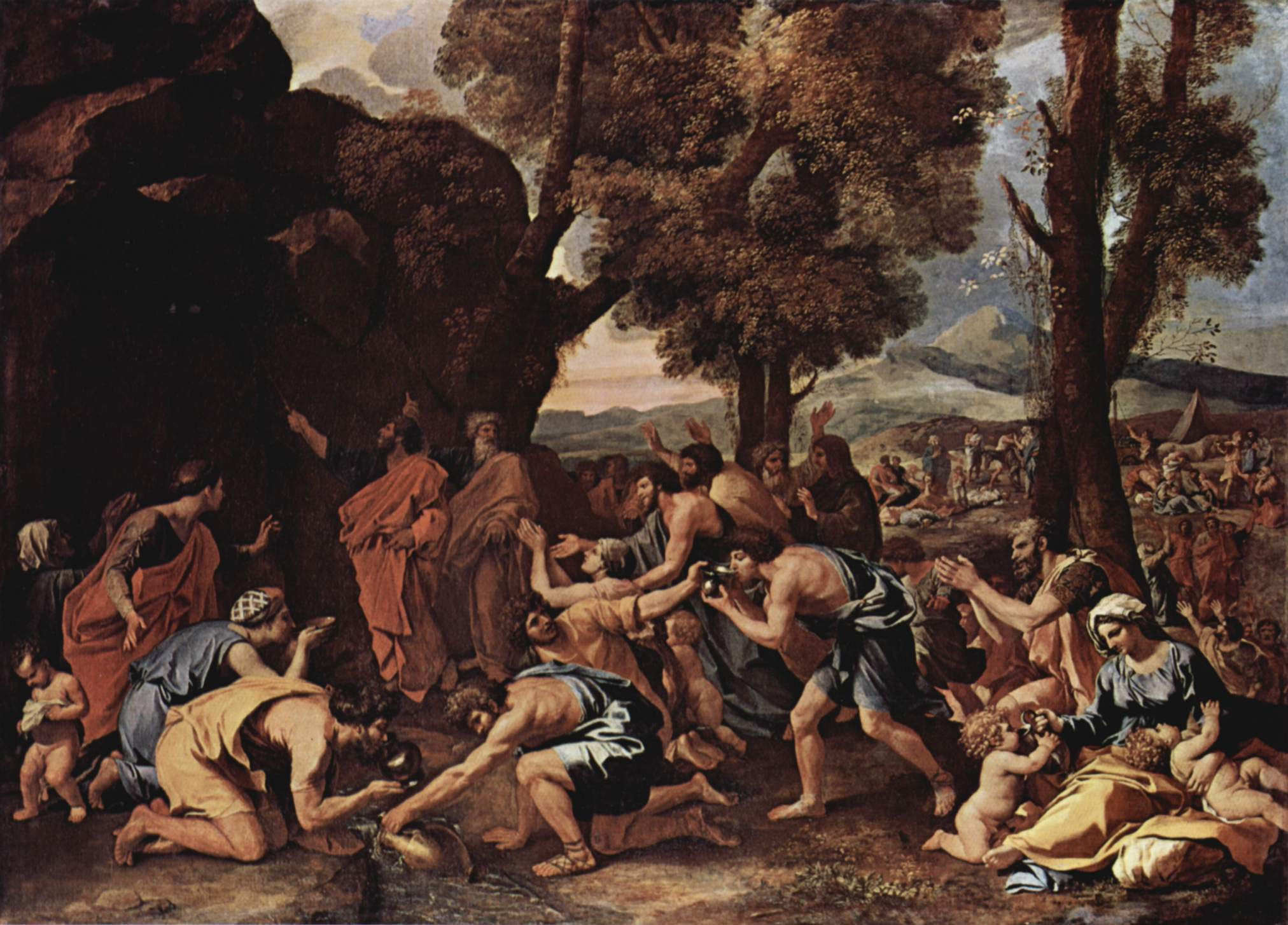
Nicolas Poussin festménye: Mózes vizet fakaszt

### Csodák
- Áron botja kizöldellt, ami azt jelenthette a népnek, hogy Isten választása őrá esett, semmi kétség.
- Mózes botjával vizet fakaszt a mészkő sziklában.

### Bileám (Bálám) szamara
Bileám próféta, akinek az Úr angyala elállja a szamarának útját, végül is háromszor áldja meg Izraelt szavaival.

### Rézkígyó
Egy veszélyes helyen kell átkelniük. Mózes Isten parancsára rézkígyót épít egy kereszt alakú póznára. Aki a mérges kígyó megmar és feltekint a rézkígyóra, meggyógyul, aki nem tekint fel meghal. A keresztények a gyógyító Jézus első előképét látják a keresztfán, ebben a példában.